# Skijöring

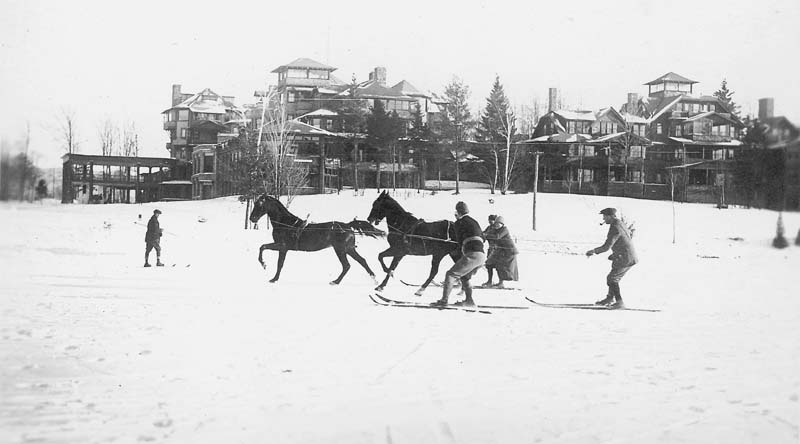
Traditionelles Skikjöring mit reiterlosem Pferd, Lake Placid Club, New York State, um 1920/1930

Skijöring oder Skikjøring (aus dem Norwegischen Snørekjøring, so viel wie Schnurfahren) ist eine sehr alte, in den nordischen Ländern entstandene Art des Skifahrens hinter Vorspann wie Rentier, Pferd, Hund; auch hinter Motorschlitten, Motorrad oder Auto. Bei dieser Wintersportart lässt sich ein Skifahrer an einem Seil von einem vorgespannten Tier oder Kraftfahrzeug auf abgesteckter Strecke ziehen.
Diese Sportart wird in den 2020er-Jahren nur in wenigen Ländern durchgeführt (wie Deutschland, Finnland, Italien, Kanada, Norwegen, Schweden, Schweiz, Russland) und deshalb bisher nicht für Weltmeisterschaften oder Olympische Winterspiele zugelassen.

## Geschichte

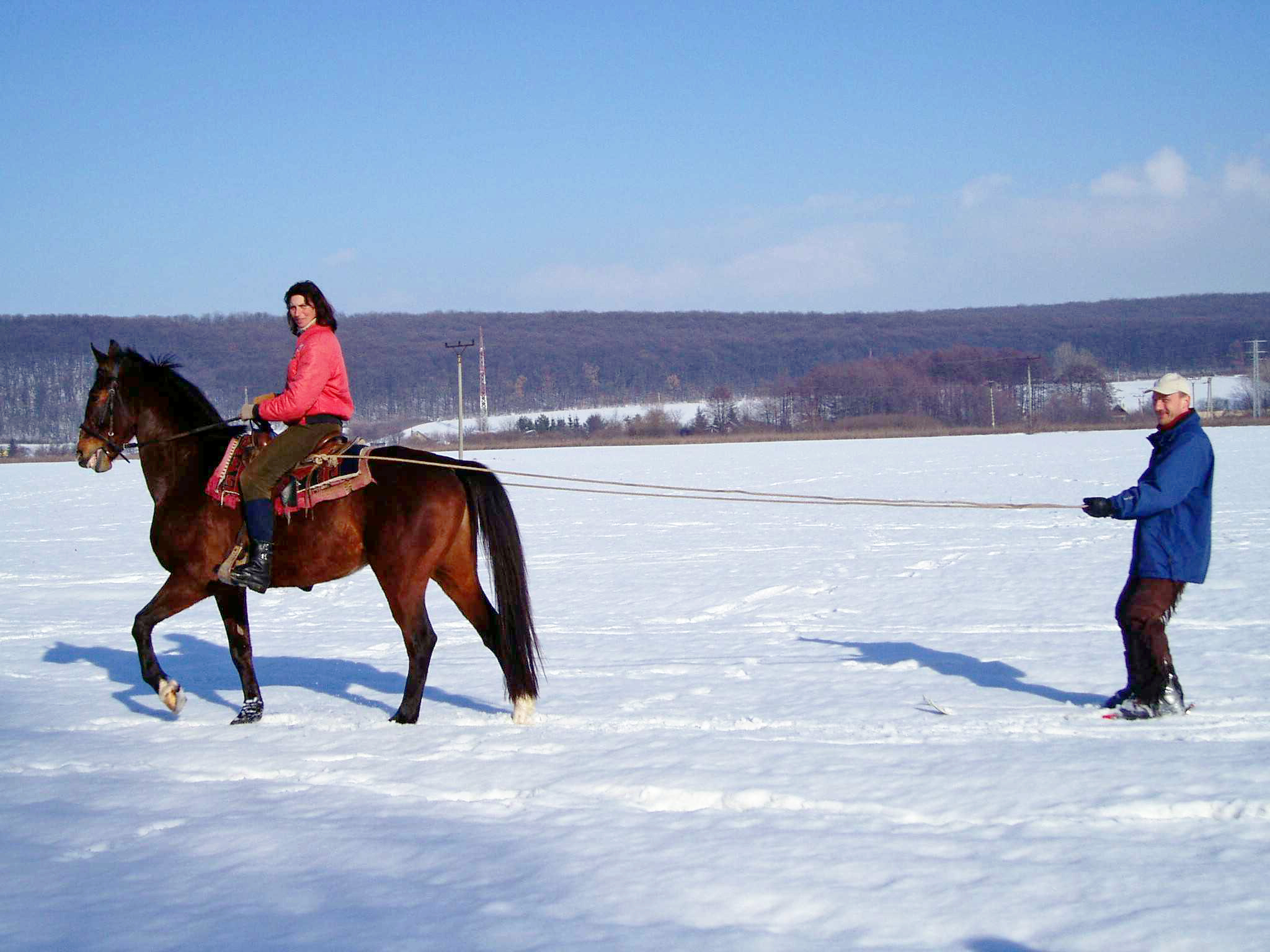
Skijöring mit einem berittenen Pferd

Skikjöring hinter Pferden (bzw. Maultier) wurde 1906 erstmals in St. Moritz/Schweiz als Sportwettbewerb ausgetragen. Dafür benötigte man längere Strecken (zwischen zwei und zehn Kilometer) und präparierte Straßen oder zugefrorene Seen. Am 1. März des Jahres ließen sich im Minutentakt 13 wackelig auf Skiern stehende Fahrer von unberittenen, im Galopp dahinpreschenden Pferden vom Postplatz in St. Moritz nach Champfèr und zurück ziehen. Der Sieger Philip Mark brauchte mit seinem irischen Fuchswallach Blitz für die 9950 Meter lange Strecke 20 Minuten und 22 Sekunden. 1907 gelangten auf dem gefrorenen St. Moritzersee erste offizielle Pferderennen zur Austragung, seitdem wird das Skikjöring im Pulk, Pferd gegen Pferd, Fahrer gegen Fahrer, gelaufen.
Das Skikjöring war bei den Olympischen Winterspielen 1928 in St. Moritz Demonstrationssportart. Die Teilnehmer und die Pferde wurden streng kontrolliert, da diese Sportart sehr unfallträchtig ist. Die Sportler mussten zum Start eine Unfallversicherung nachweisen. Wegen der zahlreichen Unfälle wurde das Skikjöring dann nicht in das olympische Programm aufgenommen. – Unterschieden wird zwischen einem reiterlosen und einem berittenen Pferd als Vorspann. Skijöring ist seit 1911 ein Bestandteil im Programm der Pferderennen Arosa.
In der DDR gab es Kreis- und Bezirkswettkämpfe im Skikjöring (Pferd, unberitten) sowie mit Motorrädern (siehe Bild Augustusburg).
Anlässlich der Olympischen Winterspiele 1994 in Lillehammer wurde Skikjöring mit Rentieren von den Lappen als Show vorgeführt bzw. in der damaligen Sowjetunion auch als nationaler Wettkampf betrieben.
Der Hundeschlitten-Verband führt gelegentlich anderer Schlittenwettkämpfe auch das Skikjöring mit Hunden durch.

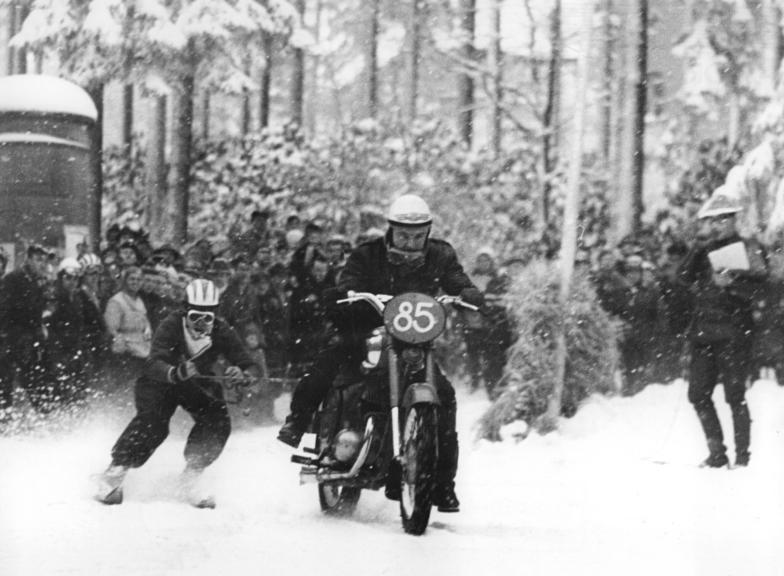
Skijöring mit einem Motorrad in Augustusburg (Januar 1963)

Das Skikjöring hinter Motorrad kam um 1925 in Mode. Im Jahr 1931 wurden in Deutschland die ersten nationalen Meisterschaften veranstaltet. Mit Unterbrechungen wegen des Zweiten Weltkriegs fanden die Deutschen Meisterschaften jährlich in Ruhpolding statt. Außerdem gibt es dort auch die Bayerischen Meisterschaften.

## Anforderungen, Austragungsmodi, Details
Entscheidend ist der Start aus den nebeneinanderliegenden Startboxen sowie die Positionskämpfe bis zur ersten Kurve. In dieser ersten Phase des Rennens verheddern die Leinen leicht; auch können die Vollblüter manchmal in alle Richtungen abspringen.
Die Bahnen oder Pisten werden mit mehreren hundert Pfosten ausgesteckt und mit Querlatten, sogenannten Rails, verbunden. Die Schneedecke wird festgewalzt, früher mit einer Walze, die von Pferden gezogen wurde, heute mit modernen Maschinen. Die Bahn kann als Oval für mehrere Durchläufe oder als Start-Ziel-Strecke angelegt und auch mit kleinen Sprunghügeln gestaltet werden.

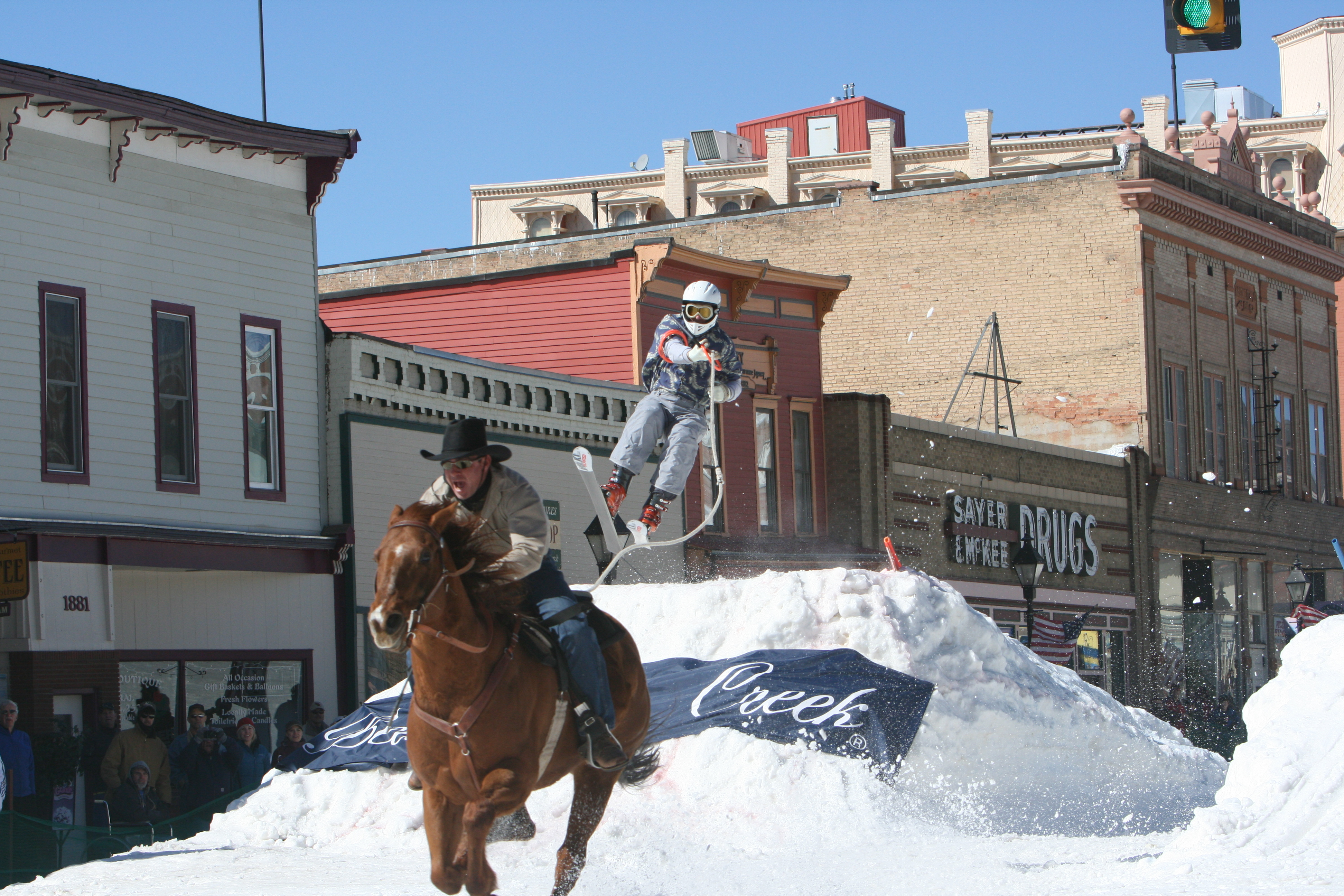
Springhügel beim Leadville Ski Joring in Leadville, Colorado

Der Sportler hält sich mit einer Hand an einer mit dem Tier verbundenen Zugvorrichtung (Riemengeschirr) fest, mit der anderen führt er die Zügel. Er trägt einen Schutzhelm und Schneebrille. Als Skier werden bunte Alpinskier verwendet, damit die Pferde diese erkennen können.
Die Pferde erhalten Spezial-Hufeisen mit aufgeschmiedeten Stollen, außerdem verhindern Leder- oder Gummisohlen im Huf das Zusammenbacken des Schnees (die Bildung von Stöckeln).
Die erreichten Geschwindigkeiten liegen bei mehr als 50 km/h. Für die Wertung werden mehrere Durchläufe gefahren, deren Ergebnisse mit einem Punktsystem umgerechnet werden. Der Teilnehmer mit der höchsten Punktzahl ist der Sieger.
Beim berittenen Skikjöring werden superleichte Rennsättel (ca. 500 g) eingesetzt und leichte Jockeys ausgewählt.
Beim Fahren hinter Motorrädern unterscheiden die Regeln die Maschinen nach Hubraum bzw. Motorisierung in die Klassen 2, 3, 4, 6.
Ein mehrfach international erfolgreicher Skikjöring-Fahrer ist der Leiter der Skischule in St. Moritz, Franco Moro.

## Veranstaltungen (Auswahl)

### White Turf
Die traditionellste Veranstaltung mit Skikjöring ist der White Turf jährlich im Februar auf dem St. Moritzersee im Oberengadin in der Schweiz. In späteren Rennverläufen gab es öfter kleine Unfälle, wenn zum Beispiel ein Pferd versehentlich auf die Skier eines Fahrers trat. Im Jahr 1965 beispielsweise kam kein einziger Fahrer ins Ziel. Seit den 1990er Jahren sind farbige Skier vorgeschrieben, die von den Pferden im Schnee besser erkannt werden. Zur deutlichen Unterscheidbarkeit wird jedem Fahrer eine Rennfarbe für das Rennleibchen und die dem Fahrerschutz dienende Fahne (wird zwischen die beiden Leinen gespannt) zugeteilt.
2012 benötigte der Sieger Adrian von Gunten im zweiten Rennen (Preisgeld CHF 15.000,–) für die 2700 m lange Rennbahn 3:5,4 Min.

### Pferderennen in Italien
Bei den Pferderennen Arosa im Januar finden neben Flach-, Hindernis- und Trabrennen auch Skijörings für Sponsoren statt.
Im Obervinschgau in Südtirol finden einmal jährlich im März Haflinger-Skikjöring-Wettbewerbe statt (beritten), deren Sieger – Kategorien Jugendliche, Frauen, Männer – je einen geschnitzten Pokal erhalten. Es wird auch nach den eingesetzten Pferden wie Stuten und Ältere Stuten unterschieden.

### Skikjöring in Deutschland

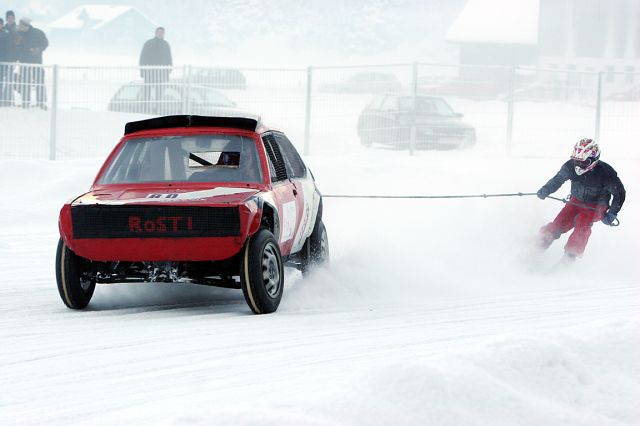
Skijöring mit einem Pkw im Bregenzerwald (Januar 2006)

Zu Beginn eines jeden Jahres wird in Elend im Harz das sogenannte Oberharzer Skikjöring veranstaltet. In zwei Klassen (Traditionsklasse: Pferde, Ponys. Motorklasse: Motocross-Maschinen, Geländewagen, Motorschlitten, Quads, ATVs.) aufgeteilt werden Skifahrer von entsprechenden Zugfahrzeugen oder Zugtieren über einen extra für die Veranstaltung präparierten Hindernisparcours gezogen. Im Verlauf des jeweiligen Wettkampfwochenendes wurde die Veranstaltung in den vergangenen Jahren wiederholt von mehreren Tausend Zuschauern besucht.
Auch auf der Schwäbischen Alb gehört Skikjöring zu den Sportangeboten für Amateure und Touristen.